# Atergatis floridus
El cangrejo de huevo floral (Atergatis floridus) es una especie de cangrejo tropical de la familia Xanthidae que habita en el Indo-Pacífico. La carne de este cangrejo es tóxica, incluso si se cocina, y su consumo suele provocar la muerte.

## Descripción
El cangrejo de huevo floral tiene un caparazón ovalado y relativamente estrecho que tiene una superficie lisa y márgenes lisos. El caparazón es de color verdoso o azul verdoso-marrón y está marcado con un patrón que recuerda al encaje y está formado por una fina red de finas líneas blancas o amarillas blancas, parecidas a un chal. Tiene pinzas grandes, de igual tamaño, lisas con puntas negras en forma de cuchara y que pueden ser más grandes en los machos que en las hembras. Los pereiópodos son de forma cuadrada y bastante gruesos con bordes lila. El ancho del caparazón es de 8 a 10 cm.  El caparazón es aproximadamente 1,4 veces más ancho que largo. 

## Distribución y hábitat
Se encuentra en el Océano Índico oriental desde el sudeste asiático, al sur hasta Australia, donde llega a la isla de Rottnest en Australia Occidental y posiblemente a Sídney en el este; su área de distribución se extiende hacia el este a través del Pacífico occidental hasta Hawái.   En Japón, habita en las costas rocosas y zonas mareales de arrecifes de coral en la costa del Pacífico desde la prefectura de Chiba hasta la prefectura de Okinawa.  

## Biología
El cangrejo de huevo floral es un habitante de la zona nerítica y prefiere los corales y los escombros.  Es mayoritariamente nocturno.  A. floridus alberga el isópodo Gigantione hainanensis y los percebes rizocéfalos Loxothylacus aristatus, Loxothylacus corculum, Sacculina gordonae, Sacculina robusta, Sacculina spinosa y Sacculina weberi. 

## Taxonomía
Se consideraba que Atergatis floridus tenía una amplia distribución en el Indo-Pacífico, pero algunas autoridades consideran que los especímenes del Océano Índico occidental pertenecen a una especie diferente, Atergatis ocryoe, que se consideraba un sinónimo menor de A. floridus. 

## Toxicidad
La carne de este cangrejo, como la de muchas especies de cangrejos relacionados de la familia Xanthidae, es tóxica. Las toxinas son sintetizadas por bacterias del género Vibrio que viven en simbiosis con el cangrejo y los venenos son similares a los que se encuentran en el pez globo, es decir, la tetrodotoxina, y también la saxitoxina, que es la principal toxina implicada en la indigestión.  